# Metoclopramida
La metoclopramida es un antiemético y agente procinético. Se utiliza comúnmente para tratar la náusea y el vómito, para facilitar el vaciamiento gástrico en pacientes con gastroparesia y como un tratamiento para la estasis gástrica a menudo asociado con la migraña.  En España se comercializa bajo el nombre Primperan®.

## Farmacocinética
La metoclopramida se absorbe con rapidez y por completo por la vía oral, pero el metabolismo hepático de primer paso reduce su biodisponibilidad a cerca de 75%. Los niveles plasmáticos máximos se alcanzan entre ½ y las 2 horas. El fármaco se distribuye pronto hacia la mayor parte de los tejidos (volumen de distribución: 3,5 l/kg) y cruza con facilidad la barrera hematoencefálica y la placenta. Su concentración en la leche materna puede sobrepasar a la del plasma. Su unión a proteínas plasmáticas es de un 13-30%. Hasta 39% de la metoclopramida se excreta sin cambios por la orina y el resto se elimina en ésta y en la bilis después de su conjugación con sulfato o ácido glucurónico, siendo el sulfoconjugado N-4 el metabolito principal. La vida media del fármaco en la circulación es de cinco a seis horas, pero puede ser de hasta 24 horas en los pacientes con trastornos de la función renal.

## Farmacodinámica

### Mecanismo de acción
La actividad antiemética resulta de dos mecanismos de acción:
- Antagonismo de los receptores dopaminérgicos D2 de estimulación quimicoceptora y en el centro emético de la médula implicada en la apomorfina  (vómito inducido).
- Antagonismo de los receptores serotoninérgicos 5-HT3 implicados en el vómito provocado por la quimioterapia y agonismo de los receptores 5-HT4, estimuladores de la motilidad intestinal.

También posee una actividad procinética:
- Antagonismo de los receptores D2 al nivel periférico y acción colinérgica indirecta al facilitar la liberación de acetilcolina.

### Interacciones
| Fármacos que interaccionan con Metoclopramida |                                                  |
| Fármaco                                       | Resultados de la interacción                     |
| Levodopa                                      | Antagonismo                                      |
| Alcohol                                       | Potencia el efecto sedante.                      |
| Anticolinérgicos                              | Efectos antagónicos.                             |
| Morfínicos                                    | Efectos antipropulsivos.                         |
| Depresores del SNC                            | Aumenta el efecto sedante.                       |
| Neurolépticos                                 | Riesgo de crisis extrapiramidal.                 |
| Digoxina                                      | Disminuye la biodisponibilidad de la digoxina.   |
| Ciclosporina                                  | Aumenta la biodisponibilidad de la ciclosporina. |
| Cimetidina                                    | Disminuye el efecto antiulceroso.                |
| ISRS                                          | Riesgo de crisis extrapiramidal                  |

### Efectos
La metoclopramida estimula la motilidad del tracto gastrointestinal superior sin estimular las secreciones gástrica, biliar o pancreática.
Por otra parte, aumenta el tono y la amplitud de las contracciones gástricas (especialmente antrales). Relaja el esfínter pilórico y el bulbo duodenal, y aumenta el peristaltismo del duodeno y yeyuno, lo que acelera el vaciado gástrico y el tránsito intestinal. 
Las propiedades antieméticas parecen ser el resultado de su antagonismo central y periférico de los receptores de la dopamina. Por ello puede producir sedación y reacciones extrapiramidales.

## Uso clínico

### Usos
De acuerdo a la FDA esta indicado para:
- Náuseas y vómitos inducidos por quimioterapia

- Enfermedad de reflujo gastroesofágico.

- Gastroparesia por diabetes mellitus.

- Intubación intestinal, intestino delgado.

- Náuseas y vómitos postoperatorios.

- Radiografía del tracto gastrointestinal.[1]

### Indicaciones
- Tratamiento sintomático de náuseas y vómitos.
- Trastornos funcionales de la motilidad digestiva.
- Preparación de exploraciones del tubo digestivo.
- Prevención y tratamiento de las náuseas y de la emesis provocadas por radioterapia, cobaltoterapia y quimioterapia antineoplásica.
- Prevención de náuseas y vómitos postoperatorios.

### Contraindicaciones
- Hipersensibilidad a la metoclopramida o alguno de los excipientes de las presentaciones comerciales.
- Hemorragia gastrointestinal, obstrucción mecánica o perforación gastro-intestinal para los que la estimulación de la motilidad gastrointestinal constituye un riesgo.
- Historial previo de disquinesia tardía provocada por neurolépticos o metoclopramida.
- Confirmación o sospecha de la existencia de feocromocitoma, debido al riesgo de episodios graves de hipertensión.
- Combinación con levodopa a causa de su mutuo antagonismo.
- Combinación con otros fármacos que produzcan reacciones extrapiramidales como fenotiazinas y butirofenonas.
- Lactancia. En caso de que sea necesario, se puede valorar el uso de metoclopramida durante el embarazo.
- No se recomienda la administración de metoclopramida en pacientes que padecen epilepsia, ya que las benzamidas pueden disminuir el umbral epiléptico.
- Se recomienda una reducción de la dosis en pacientes con insuficiencia renal o insuficiencia hepática.
- Al igual que con los neurolépticos, puede producirse Síndrome neuroléptico maligno (SNM) caracterizado por hipertermia, alteraciones extrapiramidales, inestabilidad autónoma nerviosa y aumento de CPK. Por lo tanto, se deben tomar precauciones si aparece fiebre, uno de los síntomas del SNM, y se debe suspender el tratamiento con metoclopramida si se sospecha un SNM.
- Se han comunicado casos de metahemoglobinemia que podrían ser relacionados con una deficiencia en la citocromo b5 reductasa. En este caso, la metoclopramida deberá ser retirada inmediatamente y permanentemente, y se iniciarán medidas apropiadas.

### Efectos adversos
Para la valoración de las reacciones adversas (RAM) se tendrán en cuenta los criterios de la CIOSM.
| Reacciones adversas a Metoclopramida |                  |                                                            |
| Sistema implicado.                   | Grupo CIOSM.     | Tipo de reacción.                                          |
| Sistema nervioso central             | Muy frecuentes.  | Somnolencia, confusión,                                    |
| Sistema nervioso central             | Frecuentes.      | Depresión.                                                 |
| Sistema nervioso central             | Poco frecuentes. | Discinesia tardía                                          |
| Sistema nervioso central             | Raros.           | Convulsiones, Síndrome neuroléptico maligno                |
| Trastornos gastrointestinales.       | Frecuentes       | Diarrea.                                                   |
| Trastornos de la sangre              | Raros            | Metahemoglobinemia, sulfohemoglobinemia.                   |
| Trastornos endocrinos.               | Raros            | Hiperprolactinemia (amenorrea, galactorrea, ginecomastia). |
| Trastornos cardíacos y vasculares.   | Frecuente        | Hipotensión, bradicardia.                                  |
| Otros trastornos.                    | Frecuentes       | Astenia.                                                   |
| Otros trastornos.                    | Raros            | Reacciones alérgicas                                       |

### Precauciones
- La metoclopramida puede causar discinesia tardía, que a menudo es irreversible; aumento del riesgo en mujeres, diabéticos, ancianos (especialmente mujeres mayores), y con uso crónico, mayores dosis acumuladas totales y duraciones de tratamiento más prolongadas; evitar el uso prolongado (más de 12 semanas); suspender si se desarrolla disquinesia tardía.

- Evite su uso en adultos mayores a menos que se use para la gastroparesia debido al riesgo de efectos secundarios extrapiramidales, incluida la discinesia tardía, particularmente en personas mayores frágiles. Evite el uso en pacientes con enfermedad de Parkinson, ya que puede precipitar el empeoramiento de los síntomas parkinsonianos.

- Ansiedad, inquietud y somnolencia, transitoria e intensa, pueden ocurrir con la administración intravenosa rápida de metoclopramida sin diluir; administrar lentamente.

- Cirrosis; mayor riesgo de retención de líquidos y sobrecarga de volumen debido a aumentos transitorios en la aldosterona plasmática; suspender si los síntomas se desarrollan.

- Uso concomitante: Evite el uso de otros fármacos causantes de la disquinesia tardía (p. Ej., Antipsicóticos).

- Uso concomitante: Evite el uso de otros fármacos asociados con el síndrome neuroléptico maligno, incluidos los antipsicóticos típicos y atípicos).

- Insuficiencia cardíaca congestiva; mayor riesgo de retención de líquidos y sobrecarga de volumen debido a aumentos transitorios en la aldosterona plasmática; suspender si los síntomas se desarrollan.

- Depresión, historia; aumento del riesgo de depresión, incluida ideación suicida y suicidio.

- Endocrina y metabólica: se han notificado elevaciones en los niveles de prolactina y se han asociado con galactorrea, amenorrea, ginecomastia e impotencia.

- Se han notificado síntomas extrapiramidales, principalmente manifestados como reacciones distónicas agudas, generalmente durante las primeras 24 a 48 horas de tratamiento; mayor riesgo en pacientes pediátricos, en pacientes adultos menores de 30 años y con dosis más altas.

- Anastomosis intestinal o cirugía de cierre, reciente; riesgo teórico de aumento de la presión en las líneas de sutura (intravenosa).

- Hipertensión; se mostró que la administración intravenosa liberaba catecolaminas.

- Se ha informado síndrome neuroléptico maligno (SMN); suspender inmediatamente el tratamiento e iniciar medidas de apoyo.

- Nicotinamida adenina dinucleótido deficiencia de hidrógeno-citocromo b5 reductasa; aumento del riesgo de metahemoglobinemia o sulfhemoglobinemia.

- Se han notificado síntomas parecidos a parkinsonianos, especialmente durante los primeros 6 meses de tratamiento; los síntomas generalmente desaparecen entre 2 y 3 meses después de la interrupción.

- Enfermedad de Parkinson, preexistente; puede exacerbar los síntomas parkinsonianos.[1]

### Presentaciones
Las formas comerciales comunes son:
- Solución oral: 100 mg de metoclopramida por cada 100 ml y 260 mg de metoclopramida por cada 100 ml.
- Comprimidos: 10 mg de metoclopramida por comprimido.
- Solución Inyectable: ampollas conteniendo 10, 50, 100 y 150 mg de metoclopramida.

Dadas sus características fisicoquímicas, los excipientes que más habitualmente suelen acompañarlo en las presentaciones comerciales son:
| Excipiente                      | Número E | Compr. | Gotas | Sol. oral |
| ------------------------------- | -------- | ------ | ----- | --------- |
| Ácido cítrico anhidro           | E-330    |        |       | Sí        |
| Agua purificada                 |          |        | Sí    | Sí        |
| Almidón de maíz                 |          | Sí     |       |           |
| Celulosa microcristalina        | E-460    | Sí     |       |           |
| Ciclamato de sodio              |          |        |       | Sí        |
| Esencia de albaricoque-naranja  | E-161    |        |       | Sí        |
| Estearato de magnesio           |          | Sí     |       |           |
| Hidroxietilcelulosa             |          |        |       | Sí        |
| Lactosa monohidrato             |          | Sí     |       |           |
| Metil p-hidroxibenzoato         | E-218    |        | Sí    | Sí        |
| Para-hidroxibenzoato de propilo | E-217    |        | Sí    | Sí        |
| Sacarina sódica                 | E-954    |        | Sí    | Sí        |
| Sílice coloidal anhidra         |          | Sí     |       |           |